# Team TotalEnergies
Team TotalEnergies (UCI kód: TEN) je profesionální silniční cyklistický tým, který se jako pro-kontinentální tým (UCI Professional Continental) účastní závodu pořádných v rámci UCI Continental Circuits a závodů UCI World Tour, kde je zván na tzv. divokou kartu. V předchozích letech byl tým znám jako: Bonjour, Bonjour-Toupargell, Bioches La Boulangère, Bouygues Télécom a Bbox Bouygues Telecom a Europcar. Sezóna 2015 byla poslední pod hlavičkou sponzora Europcar. Od roku 2016 měl tým hlavního sponzora společnost Direct Énergie a byl znám jako Direct Énergie. Od roku 2019 je hlavním sponzorem společnost Total a tým nese název Total Direct Énergie.

## Historie

### 1984–1999

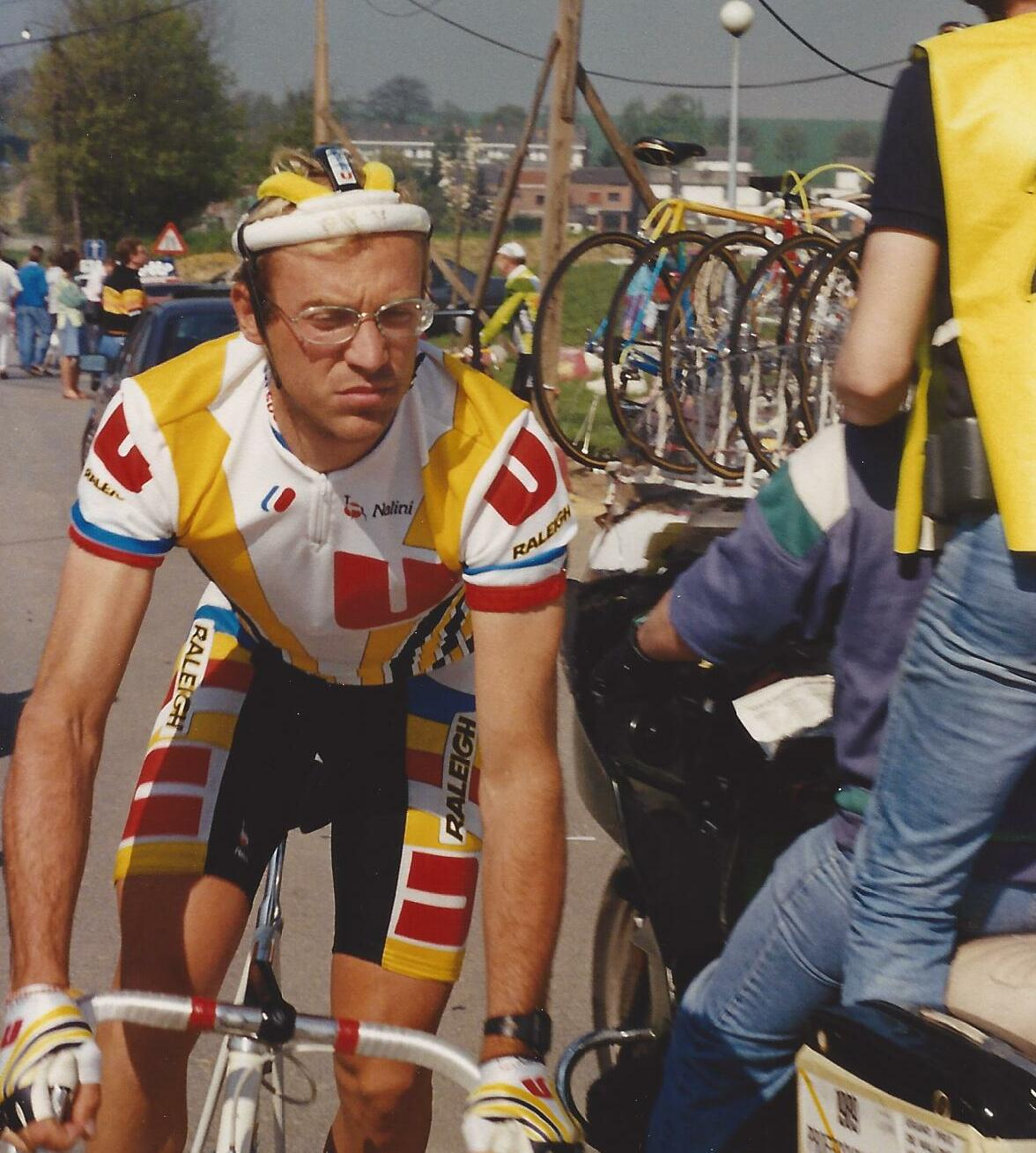
Laurent Fignon, Système U

Tým byl založen v roce 1984 jako Système U. V roce 1985 byl rozpuštěn. V roce 1986 byl znovuobnoven, s novým vedením. Cyrille Guimard se stal sportovním ředitelem (francouzsky Directeur sportif) a přivedl do týmu svého chráněnce Laurenta Fignona. V roce 1990 tým změnil sponzora a byl přejmenován na tým Castorama.
V roce 1992 Cyrille Guimard přivedl do týmu Jeana-René Bernaudeau, bývalého profesionálního závodníka. V letech 1996 a 1999 tým sestoupil z top úrovně. Jean-René Bernaudeau založil tréninkový tým, v departamentu Vendée, který je znám jako Vendée U.

### 2000 Bonjour-Toupargel

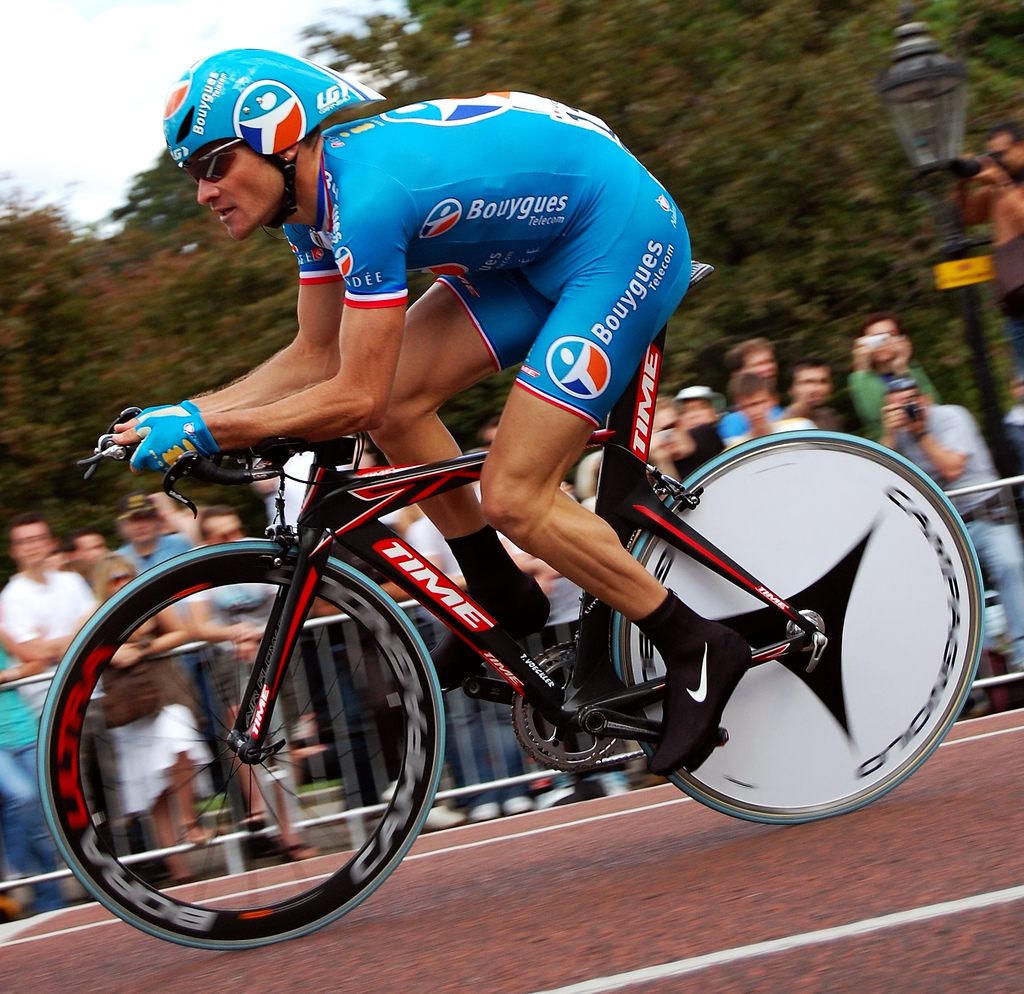
Thomas Voeckler, v časovce, za tým Bouygues Télécom

V roce 2000 Jean-René Bernaudea spolu s Philippe Raimbaudem založili společnost Vendée Cyclisme SA, a zřídil profesionální tým, který byl sponzorovaný časopisem Bonjour, který byl součásti skupiny Toupargel, která se specializovala na dodávky zmražených potravinářských výrobků pro domácnosti.
Vytvořený tým Bonjour-Toupargel měl rozpočet 20 milionů franků. Mimo Bernaudeaua, Thierry Bricauda a Christiana Guiberteaua, kteří zajišťovali sportovní vedení, bylo v týmu 18 závodníků, mezi kterými byl např. Franck Bouyer a François Simon, kteří přešli z bývalého týmu Castoramy, nebo zkušení závodníci Pascal Deramé, Didier Rous a Jean-Cyril Robin. Několik nováčků z Vendée U s týmem podepsalo svou první profesionální smlouvu, jako např. Sylvain Chavanel a Sébastien Joly.
Tým závodil ve druhé sportovní divizi. Získal své první vítězství v lednu, díky Damienovi Nazonovi, na 3. etapě Tour de Langkawi. Tým získával další úspěchy, např. vítězstvím Didiera Rouse v Paříži-Camembert a Grand Prix du Midi libre. Již v tomto prvním roce byl tým vybrán k účasti na Tour de France, týmový vůdce Jean-Cyril Robin obsadil 19. místo. Na konci sezony tým skončil ve své kategorii na 5. místě žebříčku.

### 2001–2002 Bonjour
V roce 2001 se Bonjour stává jediným sponzorem týmu, ve kterém je 19 závodníků, z toho dva nováčci z Vendée U: Thomas Voeckler a Anthony Charteau. Christophe Faudot odchází do důchodu a připojuje se ke sportovnímu vedení týmu. Didier Rous získává pro tým vítězství v Čtyři dny v Dunkerku a stává se mistrem Francie. Bonjour byl podruhé pozván na Tour de France. kde je osobností závodu François Simon, když se odtrhnul od pelotonu a jel sám s náskokem více než 35. minut během 8. etapy. Získal žlutý trikot v etapě na L'Alpe d'Huez, a držel jej po tři další etapy v Pyrenejích. Závod dokončil na 6. místě v celkové kvalifikaci této Grande Boucle.
Tým Bonjour skončil v roce 2001 na čtvrtém místě ve své kategorii, v roce 2002 se zařadil mezi světovou elitu. Závodníci získávali ceny především na francouzských závodech: Sylvain Chavanel vyhrál Trophée des Grimpeurs a Čtyři dny v Dunkerku, Didier Rous vyhrál Circuit de la Sarthe, Jérôme Pineau vyhrál na Tour de Normandie, Franck Bouyer na Tour de Vendée, Franck Bouyer vyhrál mistrovství Francie, zatímco Bonjour vyhrál celkovou klasifikaci jako tým.

### 2003–2004 Brioches La Boulangère

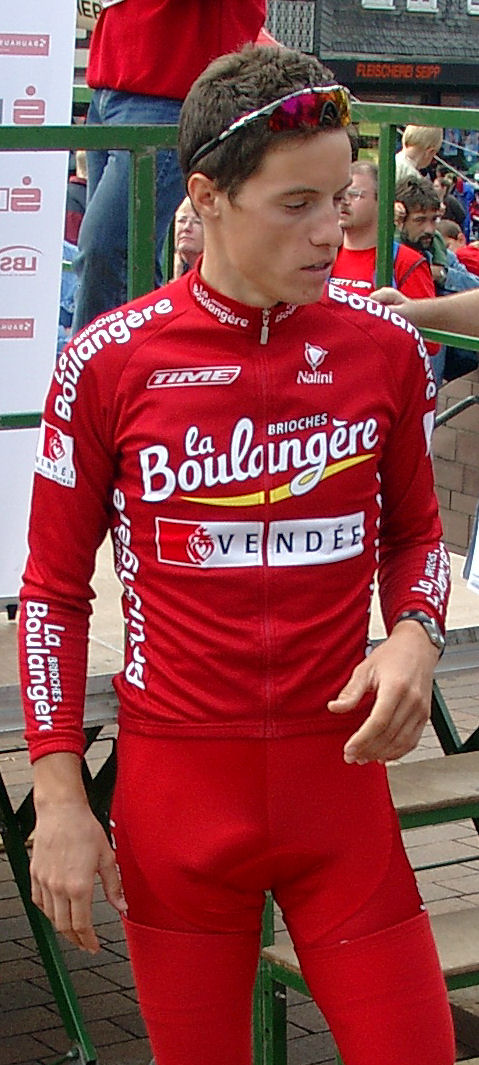
Sylvain Chavanel

V roce 2003 odešla společnost Bonjouru z pozice sponzora. Novým sponzorem se stala společnost z Vandée, La Boulangèrem, pekárna se specializací na pečení chleba a briošek. Department Vendée se zavázal být druhým sponzorem, k zajištění rozpočtu na školení. Počátkem června zemřel týmový závodník Fabrice Salanson, během přípravy na Tour of Germany. Tým získal v průběhu roku 17 vítězství, vč. vítězství Thomase Voecklera na Tour de Luxembourg. Tým vyhrál také týmovou klasifikaci mistrovství Francie v cyklistice.
V roce 2004 podepsal s týmem smlouvu španělský cyklista Joseba Beloki, který byl třikrát na pódiu Tour de France. Vedení týmu očekávalo jisté výsledky, ale pro neshody s vedením, Beloki v červnu, jen pár týdnů před Tour de France, z týmu odešel. Tým Brioches La Boulangère v první polovině roku získal řadu úspěchů, stejně jako v roce 2002. Chavanel vyhrál Čtyři dny v Dunkerku a Franck Bouyer zvítězil na klasice Paříž-Camembert. V dubnu, odešel z vedení týmu spoluzakladatel, Philippe Raimbaud, a to po neshodách s Jeanem-René Bernaudeauem, kterému tím padl celý sportovní management.
Thomas Voeckler, který zvítězil v soutěži Through the Morbihan a v etapě Route du Sud, se v červnu stal národním šampionem Francie v silničním závodu. Během páté etapy Tour de France získal žlutý trikot. Ten se mu podařilo udržet po dobu deseti dnů, až v 15. etapě ve Villard-de-Lans jej předal Lanci Armstrongovi. Na závodě získal celkové 18. místo a po této Tour se stal jedním z nejoblíbenějších závodníků mezi Francouzi. V srpnu vyhrál Didier Rous Grand Prix de Plouay.

### 2005–2008 Bouygues Telecom

#### Sezóna 2005

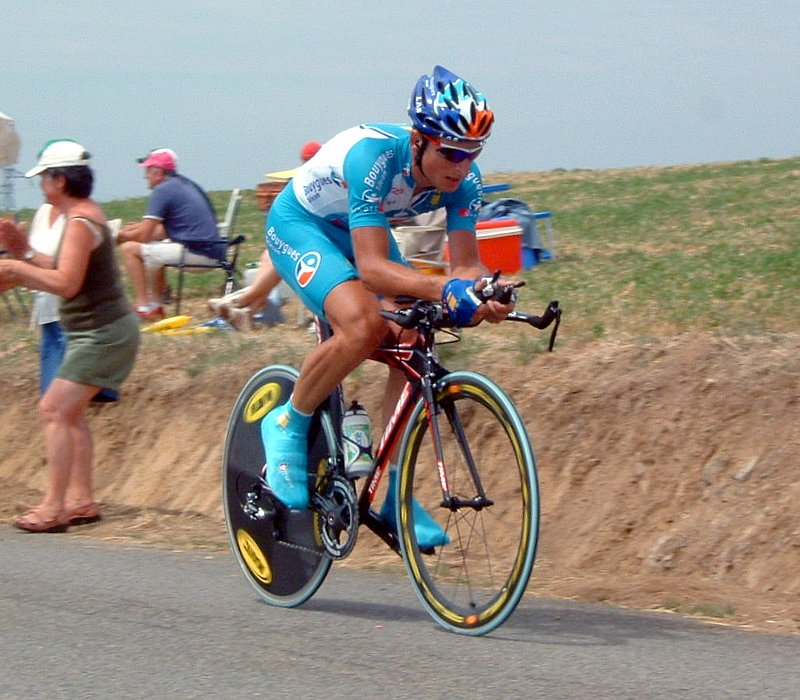
Pierrick Fedrigo na Tour de France 2005 během časovky

V roce 2005 nahradila sponzora La Boulangère telekomunikační společnost Bouygues Telecom. Jean-René Bernaudeau zajistil vstup týmu do UCI Pro Tour. Odchod z týmu na konci této sezóny oznámil Sylvain Chavanel. Během roku do týmu přišlo několik závodníků, vč. mistra světa z roku 1997 Laurenta Brocharda. Tréninková kapacita byla posílena příchodem Ismaëla Mottiera a Dominique Arnoulda.
Bouygues Telecom se prezentoval jako věkově nejmladší tým Pro Tour. V květnu vyhrál Anthony Charteau 6. etapu Volta a Catalunya. Největších vítězství dosáhl Pierrick Fédrigo na Čtyři dny v Dunkerku A jako mistr Francie. Na konci sezony získává bronzovou medaili v silničním závodu na mistrovství světa Anthony Geslin.

#### Sezóna 2006
V roce 2006 se k týmu Bouygues Telecom připojili dva zahraniční závodníci: Nizozemec Stef Clement a Španěl Xavier Florencio. Tým získal první vítězství na Tour de France, v Gapu, ve 14. etapě zvítězil Pierrick Fédrigo. O měsíc později vyhrál Xavier Florencio svou první velkou klasiku, a to Clásica de San Sebastián. Navzdory těmto úspěchům tým skončil na 19. místě v UCI ProTour. Tým získal úspěchy na francouzských závodech: vítězství Anthony Geslina na Paříž-Camembert, Didiera Rouse na Trophee des Grimpeurs, Thomase Voecklera na Paříž-Bourges. Tým vyhrál v týmové kvalifikaci na Mistrovství Francie, což byl již třetí úspěch v této soutěži.

#### Sezóna 2007
V sezoně 2007 se k týmu připojil švýcarský vrchař Johann Tschopp, druhý na závodě Kolem Rakouska 2005 a estonský šampión Erki Pütsep. V červnu ukončil ze zdravotních důvodů sezónu Didier Rous, jeden z lídrů týmu. Bouygues Telecom vyhrával především na evropských závodech: Laurent Brochard byl druhý na Kolem Lucemburska, Xavier Fédrigo vyhrál Tour du Limousin, Thomas Voeckler Tour du Poitou-Charentes. Voeckler také přinesl týmu nové vítězství v závodě ProTour, když vyhrál Grand Prix de Plouay, díky tomu se tým umístil na 16. místě. Na Tour de France, během druhého odpočinkového dne, se tým Bouygues Telecom spojil s několika dalšími týmy, zejména francouzskými, aby oznámil vytvoření Hnutí za důvěryhodnou cyklistiku (MPCC), jehož cílem bylo obhajovat čistou cyklistiku, tedy závodění bez dopingu.

#### Sezona 2008
V sezoně 2008 Andy Flickinger a Laurent Brochard ohlásili odchod do „důchodu", několik novým neprofesionálních závodníků se připravovalo ke svým prvním startům, vč. ruského Yurye Trofimova. Ten se velmi rychle adaptoval a v únoru vyhrál etapu a celkové pořadí na Étoile de Bessèges. Poprvé také startoval na Critérium du Dauphiné. Tým Vendée U získal první úspěchy mimo Evropu: Rony Martias vyhrál v dvě etapy na Tropicale Amissa Bongo, v březnu zvítězil na Tour Ivoirien de la Paix a jeho týmový kolega vyhrál první etapu. Matthieu Sprick byl vítězem etapy v Malajsii na Tour de Langkawi. Mimo to tým Bouygues Télécom zaznamenal několik úspěchů v závodech ProTour: Švýcar Aurélien Clerc byl druhý na Gent-Wevelgem, Pierrick Fédrigo vyhrává Grand Prix de Plouay a etapu na Kolem Katalánska, kdy celkově skončil na osmém místě. Díky těmto výsledkům byl tým v UCI ProTour 2008 patnáctý.

### 2009–2010 BBox Bouygues Telecom

#### Sezona 2009
V sezoně 2009 došlo ke změněn názvu z Bouygues Telecom na BBox Bouygues Telecom. Tým byl radikálně přestavěn, odešlo devět závodníků, včetně několika lídrů, jako např. Geslin, Pineau a Florencio. Šest nových závodníků se připojilo k týmu včetně Pierra Rollanda, který dostal úlohu lídra, specialisty na cyklokros Steva Chainela, japonského závodníka Yukiya Arashira a Cyrila Gautiera, mistra Evropy.
Tým začal sezónu s velmi dobrými výsledky: Bbox vyhrál dvě etapy na Tropicale Amissa Bongo, zásluhou Evguenie Sokolova a Johanna Tschoppa. Thomas Voeckler vyhrál Étoile de Bessèges a Tour du Haut-Var. Tým z Vadée vyhrál z ProTour závodů: Kolem Baskicka (Yury Trofimov) a Critérium du Dauphiné (Pierrick Fédrigo). Na Tour de France se v páté etapě, asi 5 km před cílem, odtrhnul Thomas Voeckler a vyhrál dojezdem v Perpignan. Pierrick Fédrigo vyhrál 9. etapu z Saint-Gaudens do Tarbes, když porazil ve sprintu Franca Pellizotta na Col d'Aspin v Col du Tourmalet. 16. července se BBox Bouygues Telecom přiblížil k třetímu vítězství, ale Laurent Lefèvre byl poražen dánským závodníkem Nickim Sørensenem na stadionu ve Vittel.
Voecklerův roční kontrakt měl hodnotu přes 400 000 EUR. Dvojce týmu, Sylvainovi Chavanelovi, bylo nabídnuto téměř dvakrát tolik, aby opustil Bernadeauův tým a pro další sezonu přešel ke Cofidisu. Konec sezony byl pro Jean-Rene Bernaudeaua rozčarováním. BBox nedokázal po Tour de France získat další vítězství. Tým skončil na 19. místě ve světovém žebříčku UCI. Dne 29. září se Mezinárodní cyklistická unie rozhodla, že týmu Vandée neprodlouží licenci ProTour. BBox Bouygues Telecom byl zařazen jen jako pro-kontinentální tým.

#### Sezona 2010

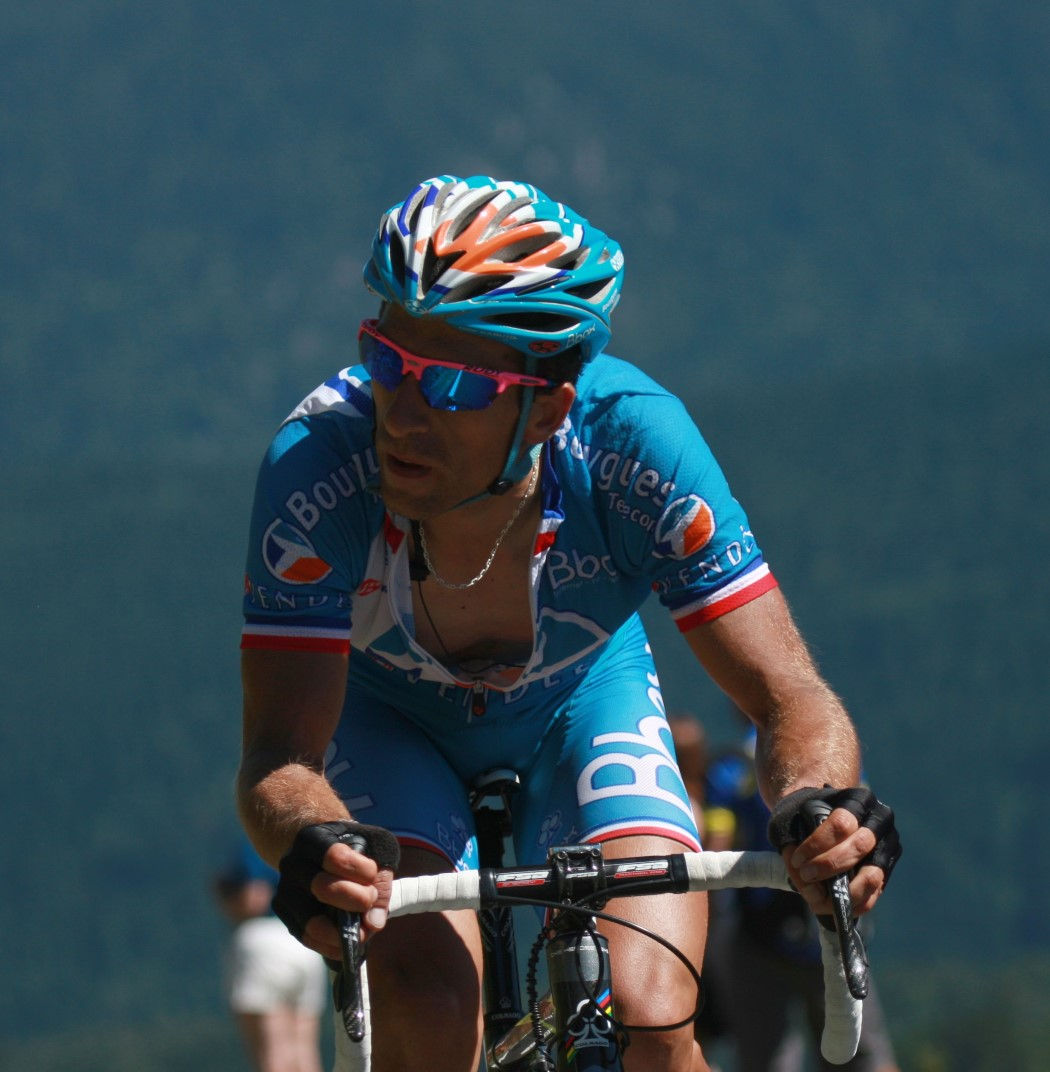
Tour de France 2010, Nicolas Vogondym

Sezóna 2010 byla poslední sezónou partnerství s Bouygues Telecom. Tým registroval tři nováčky Freddyho Bichota, Nicolase Vogondyma a Anthony Charteaua, kteří byli v letech 2001–2005 členy týmu.
V Gabonu na Tropicale Amissa Bongo vyhrál po jedné etapě Anthony Charteau a Yohann Genene, Anthony Charteau byl celkově třetí. William Bonnet vyhrál sprint během druhé etapy Paříž–Nice. V březnu během jednoho týdne dosáhl tým mnoha úspěchů: vítězství Pierricka Fédriga na Critérium International, které se poprvé pořádalo na Korsice, etapové vítězství na Three Days of Bruges–De Panne získali Steve Chainel a Sébastien Turgot, Cyril Gautier vítězství na Route Adélie. Johann Tschopp vyhrál etapové vítězství na Giro d'Italia 2010. V červnu tým dosáhl dalších vítězství: Nicolas Vogondy vyhrál počtvrté na Critérium du Dauphiné v Risoul, celkově byl šestý, později se stal mistrem Francie v jízdě proti chronometru v Chantonnay. Thomas Voeckler vyhrál šampionát podruhé od roku 2004.
Na Tour de France vyhrál tým dvě etapy: v 15. etapě vyhrál Thomas Voeckler únikem v Bagneres-de-Luchon, jeho týmový kolega Pierrick Fédrigo vyhrál etapu v Pau. Anthony Charteau získal puntikovaný trikot pro nejlepšího vrchaře. Thomas Voeckler vyhrál v září na Grand Prix Quebec.
Koncem sezony se týmový manažer Jean-Rene Bernaudeau snažil najít kupce, aby zajistil budoucnost pro závodní tým. Dne 2. října 2010 bylo oznámeno, že novým sponzorem bude společnost Europcar. Tato společnost se zavázala, že bude tým podporovat po tři sezony.

### 2011–2015 Europcar

#### Sezona 2011

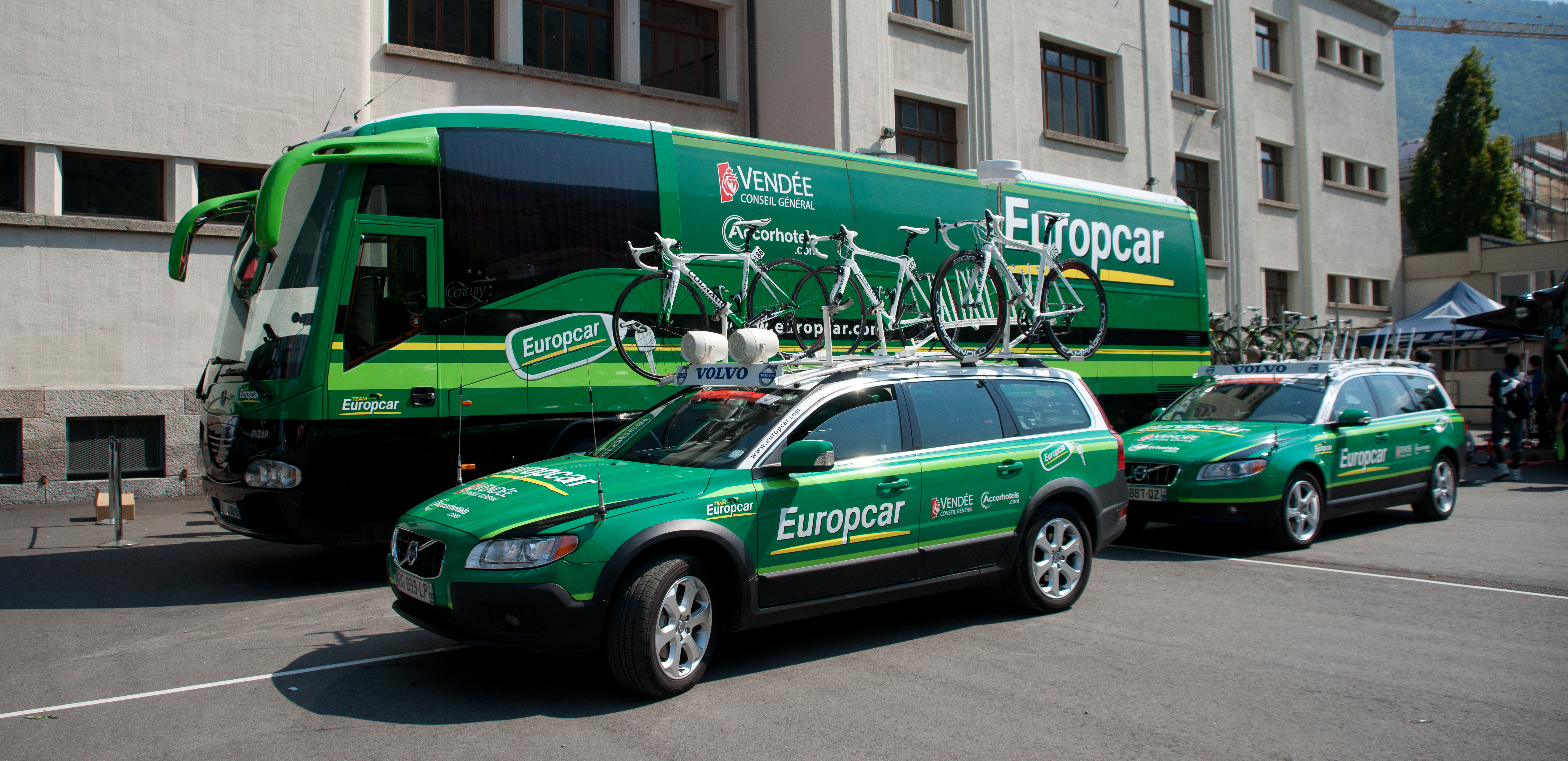
Europcar: podpůrný konvoj v roce 2011

Tým je posílen o šest nových závodníků, vč. Christopha Kerna a Sébastiena Chavanela, kteří byli členy týmu až do roku 2007. Dále byl podepsán kanadský závodník David Veilleux tři noví neprofesionálové. Z pozice sportovního ředitele se rozhodl odejít k týmu Cofidis Didier Rous.
Anthony Charteau podruhé vyhrál na Tropicale Amissa Bongo, týmový kolega Yohann Gène vyhrál dvě etapy ve sprintu a o měsíc později vyhrál Tour of South Africa. Thomas Voeckler získal pět vítězství za měsíc, postupně vyhrál: jednu etapu na Tour Méditerranéen, celkovou kvalifikaci na Tour du Haut-Var, dvě etapy na Paříž–Nice a Cholet-Pays de Loire. Tato vítězství mu umožnila být na konci měsíce března na vrcholu individuální kvalifikace UCI Europe Tour. Posílil pozici týmu tím, že vyhrál na Tour du Trentin a celkovou kvalifikaci na Čtyři dny v Dunkerku.
Na Critérium du Dauphiné vyhrává 5. etapu Christophe Kern a byl celkově šestý, Thomas Voeckler vyhrál 10. etapu. Tým Vandée vyhrál celkovou kvalifikaci. V závodu proti chronometru v Boulogne-sur-Mer byl Christophe Kern šampionem Francie.
Na Tour de France získal v 9. etapě žlutý trikot Thomas Voeckler. Stejně jako v roce 2004, držel tento trikot po několik dnů, díky podpoře jeho domestiků, např. Yohanna Gène, který byl na Tour de France poprvé. V 17. etapě byl na vedoucí pozici, v posledním sestupu k pobřeží v Pramartino se vyhnul pádu po výjezdu ze silnice. Druhý den udržel trikot při výjezdu na vrchol Col du Galibier s náskokem 15 vteřin na lucemburského závodníka Andy Schlecka, který tuto etapu vyhrál. V 19. etapě, která spojuje Modane s Alpe d'Huez, byl Voeckler v technický obtížích a ztratil svou vedoucí pozici. Jeho týmový kolega Pierre Rolland získal bílý trikot pro nejmladšího závodníka. Celkově skončil Voeckler na 4. místě a Rolland obsadil celkově 10. místo.
Po těchto dobrých výsledcích požádal tým na konci sezóny o licenci World Tour, tato žádost byla nakonec zamítnuta Mezinárodní cyklistickou unií. Europcar byl stále pro-kontinentální tým pro sezonu 2012.

#### Sezona 2012

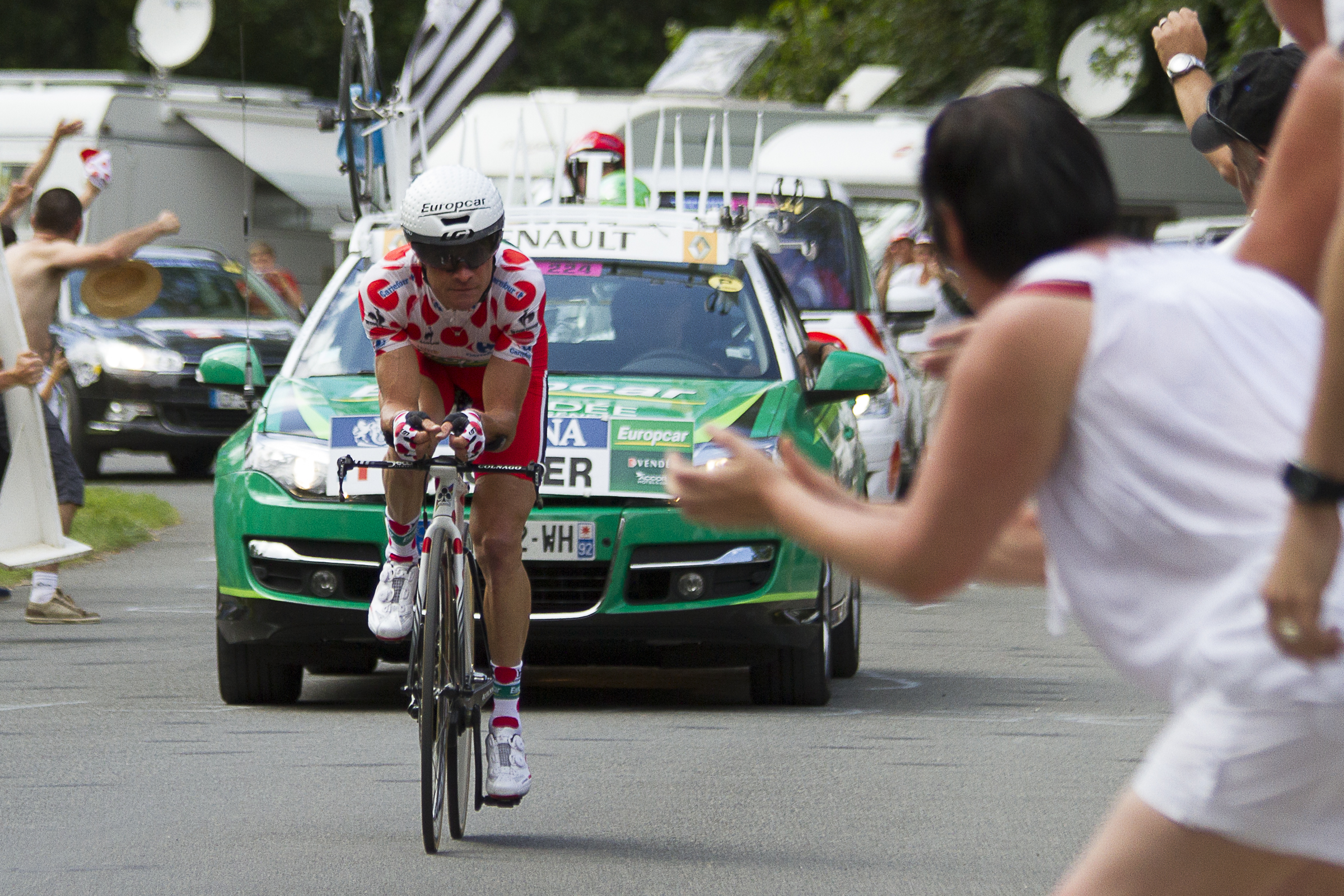
Thomas Voeckler v puntíkovaném trikotu na Tour de France, 2012

Vedení týmu zachovalo stejnou sestavu týmu jako v sezoně 2011, byl posílen o italské závodníky Davida Malacarna a Mattea Pelucchiho, Tunisana Rafaâ Chtiouiho a Němce Björna Thurau. Celý tým byl organizován kolem dvou lídrů, Thomase Voecklera a Pierre Rollanda. Novým sportovním ředitelem se stal Andy Flickinger, bývalý člen týmu, který nahradil Didiera Rouse.
Tým ukázal silnou formu na počátku sezony v jarních klasikách: Sébastien Turgot získal druhé místo na Paříž-Roubaix. Thomas Voeckler vyhrál ve Flandrech závod Brabantský šíp, když jel 30 kilometrů v sólo úniku. Voeckler dále pokračoval ve vítězném tažení, kdy získal ceny v Ardennes Week classics, na Amstel Gold Race a na Lutych-Bastogne-Lutych.
Tým se zúčastnil závodu La Tropicale Amissa Bongo, v Gabonu, který byl součásti UCI Africa Tour. Očekávalo se umístění jezdců Yohanna Gènea a Thomase Voecklera. První místo získal Anthony Charteau, třetí Thomas Voeckler. V evropském závodu Čtyři dny v Dunkerku, který se konal na začátku května, získal cenu týmový sprintér Matteo Pelucchi. Jérôme Cousin získal na závodě Tour de Normandie celkové vítězství.
V dubnu tým obdržel pozvánku na Tour de France (TDF), spolu se třemi dalšími francouzskými týmy. Na TDF Thomas Voeckler vyhrál 10. etapu (horská etapa z Mâcon do Bellegarde-sur-Valserine, 194,5 km dlouhá, jela se 11. července) a 16. etapu (horská etapa z Pau do Bagnères-de-Luchon, 197 km dlouhá, jela se 18. července) a získal puntíkovaný trikot. Jeho týmový kolega Pierre Rolland vyhrál 11. etapu (horská etapa z Albertville do Les Sybelles, 148 km dlouhá, jela se 12. července).
V červnu byl tým z Vandée obviněn z dopingu. Anthony Charteau měl při závodu Čtyři dny v Dunkerku, v krevním testu hraniční hodnoty kortizolu, díky tomu byly jeho starty pozastaveny na několik dní. Informace k vyšetřování souvislostí dopingu a výsledků týmu v předchozí sezóně na Tour de France zveřejnil deník L'Équipe. Na tento popud zahájila pařížská prokuratura vyšetřování možného dopingu v tomto týmu.
V dubnu tým obdržel pozvánku na Tour de France (TDF), spolu se třemi dalšími francouzskými týmy. Na TDF Thomas Voeckler vyhrál 10. etapu (horská etapa z Mâcon do Bellegarde-sur-Valserine, 194,5 km dlouhá, jela se 11. července) a 16. etapu (horská etapa z Pau do Bagnères-de-Luchon, 197 km dlouhá, jela se 18. července) a získal puntíkovaný trikot. Jeho týmový kolega Pierre Rolland vyhrál 11. etapu (horská etapa z Albertville do Les Sybelles, 148 km dlouhá, jela se 12. července).
Tým Europcar získal na konci sezony ještě několik úspěchů: Tony Hurel vyhrál Polynormande, Kanaďan David Veilleux vyhrál v polovině srpna na Mi-Août Bretonne a na Tre Valli Varesine, Japonec Arashiro vyhrál Tour du Limousin.

#### Sezona 2013

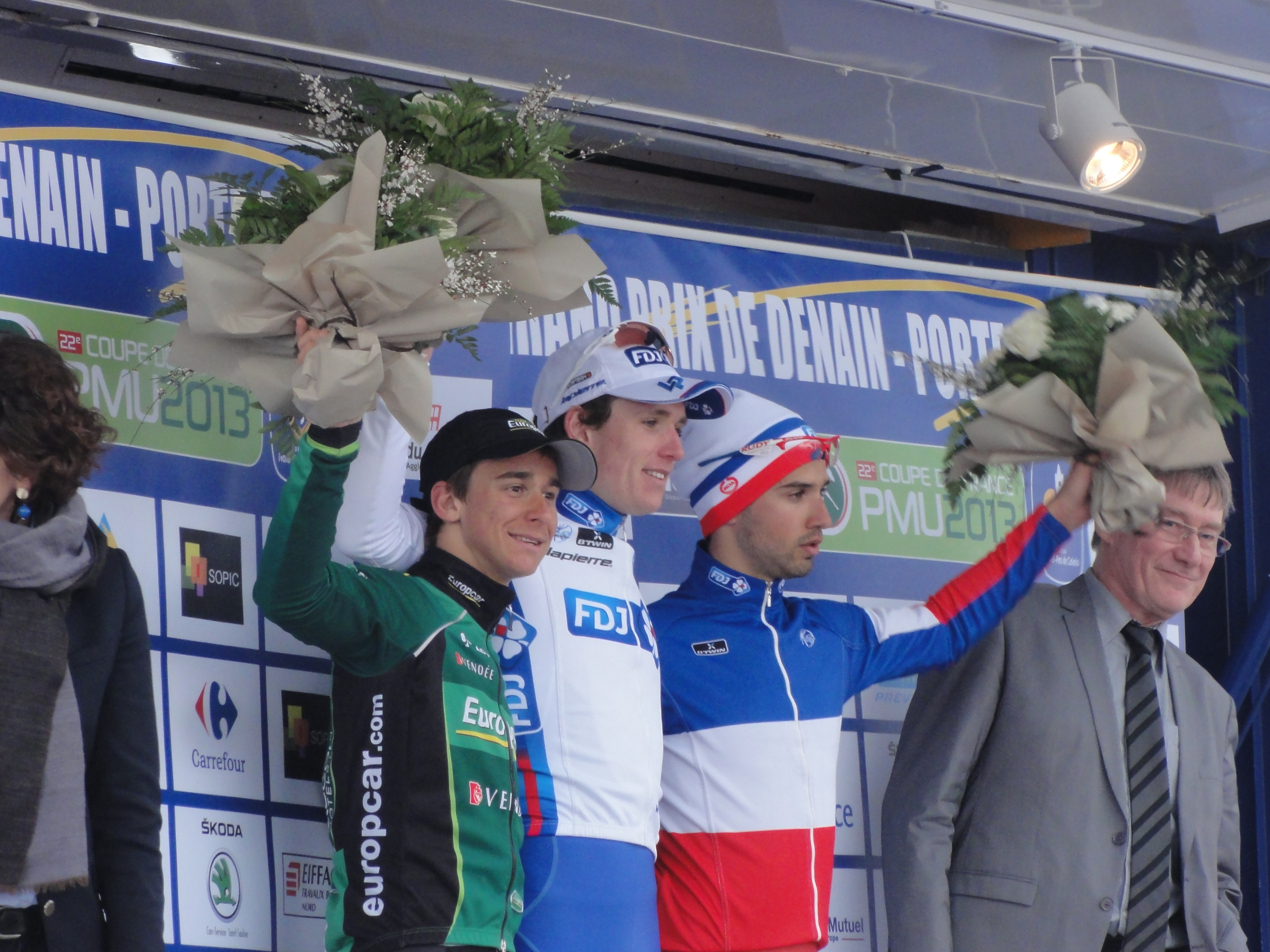
Bryan Coquard na pódiu, Grand prix de Denain.

Europcar na sezonu 2013 připravil malou obměnu týmu. Čtyři závodníci odešli, další tři byli podepsáni: Bryan Coquard, stříbrný medailista na olympijských hrách v roce 2012, Morgan Lamoisson, Natnael Berhane, dvojnásobný šampión Eritrey a nejlepší africký cyklista v roce 2012. Bývalý závodník Sébastien Joly se stal sportovním ředitelem.
Na závodě Tropicale Amissa Bongo získal vítězství Yohann Gène. Tým vyhrál tři etapy po sobě na Étoile de Bessèges, kdy Bryan Coquard vyhrál 2. a 4. etapu, a Jérôme Cousin vyhrál 3. etapu. Na Tour de Langkawi vyhrál Bryan Coquard, také vyhrál 8. a 9. etapu. Na úvodním závodu World Tour, Paříž–Nice, Damien Gaudin vyhrál prolog. V březnu také vyhrál na Cholet-Pays de Loire. Anthony Charteau vyhrál 4. etapu na závodu Tour de Normandie. Pierre Rolland vyhrál předposlední etapu na Circuit de la Sarthe, a v tomto závodě i celkové vítězství. Cyril Gautier vyhrál Tour du Finistère. Natnael Berhane zvítězil v královské etapě Tour of Turkey a celkově skončil na druhém místě.

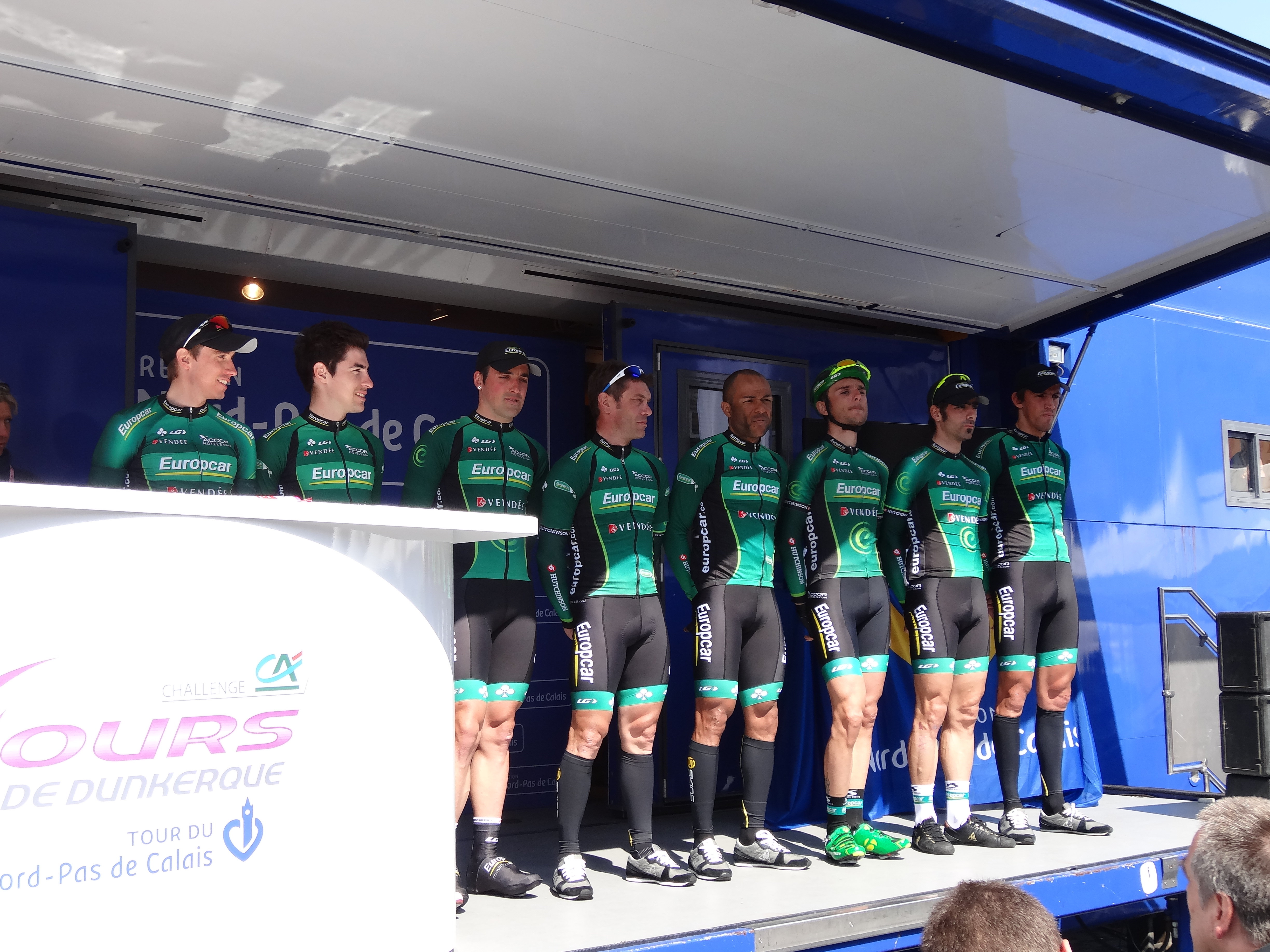
Dunkerque - Čtyři dny v Dunkerku, 1. etapa, 1. květen 2013.

V přípravě na Tour de France vyhrává tým Europcar na Critérium du Dauphiné. Kanaďan David Veilleux vyhrál první etapu, získal žlutý trikot, který držel tři dny a v první etapě získal také puntíkovaný a zelený trikot. V šesté etapě získal Thomas Voeckler své první vítězství sezóny. Oba závodníci si udržují dobrou úroveň formy: Voeckler vyhrál etapu a obecnou klasifikaci na Route du Sud, David Veilleux vyhrává na Boucles de la Mayenne. David Veilleux zvítězil v úvodní etapě, Týmový kolega Thomas Voeckler vyhrál šestou etapu. Tým byl ve vedení v prvních třech etapách. V červnu 2013 bylo týmu Europcar dočasně pozastaveno členství v Hnutí za důvěryhodnou cyklistiku, a to pro pozitivní dopingový test na kortizol u Pierra Rollanda během Dauphiné. Na Tour de France získal Pierre Rolland puntíkovaný trikot a byl celkově 24.
V srpnu získal Angelo Tulik své první profesionální vítězství, když zvítězil v závěrečné etapě zahajovacího Tour des Fjords. Bryan Coquard vyhrál jednodenní závod Châteauroux Classic, když převzal vedení nad Anthony Geslinem z FDJ.fr (dnes Groupama-FDJ). Thomas Voeckler zvítězil v etapovém závodě Tour Poitou-Charentes en Nouvelle-Aquitaine. Tento závod vyhrál již podruhé, poprvé v roce 2007 za Bouygues Télécom.
Během sezony společnost Europcar oznámila, že prodlouží s týmem sponzorskou smlouvu na další dvě sezony.

#### Sezona 2014
UCI informovala 10. prosince 2013, že tým Europcar získává licenci na World Tour pro sezony 2014 a 2015. Tým byl jediným týmem na UCI World Tour 2014, který nezískal jediné vítězství. Pierr Rolland získal čtvrté místo na Giro d'Italia 2014. Rozpočet na sezonu byl 9 milionu EUR. V říjnu 2014 sponzor týmu oznámil ukončení spolupráce. na konci sezony 2015. Licence World Tour byla stažena pro nedostatek finančních záruk.

#### Sezona 2015
V roce 2015 se tým Europcar stává profesionálním kontinentálním týmem. Pokud by nezískal licenci UCI, přišel by o své dva nejlepší závodníky Voecklera s Rollandem. V září oznamuje Jean-Rene Bernaudeau změnu sponzora.

### 2016–2018 Direct Énergie

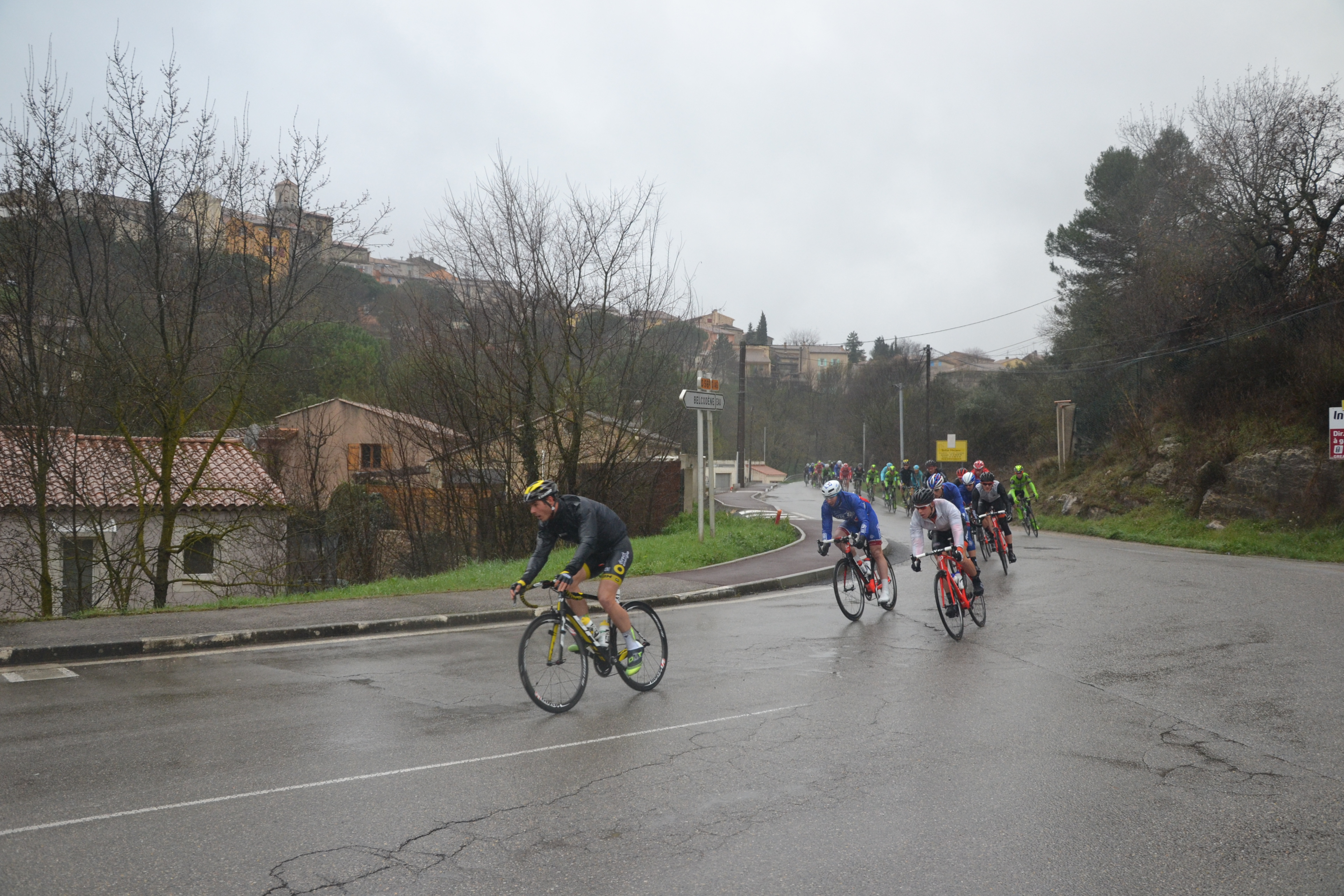
La Méditerranéenne 2016

#### Sezona 2016
Novým sponzorem je Direct Energie. Dochází také ke změněn dodavatele kol, místo původního italského Colnaga, tým přešel na španělská kola značky BH bikes.
Na Amstel Gold Race 2016 dojel Bryan Coquard na 4. místě.
Tým se účastní Tour de France. Lídrem týmu byl Bryan Coquard. Cílem bylo: „Ukázat se v únicích". Sylvain Chavanel dojel na pátém místě ve 12. etapě Montpellier – Mont Ventoux. Tým a lídr byli aktivní až do poslední etapy v Paříži, kde 2,5 km před cílem musel Bryan Coquard pro technickou závadu závod ukončit.
Na španělské Vuelta a España 2016, v 15. etapě, byla značná část jezdců tohoto týmů ve skupině 93 závodníků, kteří nesplnili časový limit pro dojezd a hrozilo jim vyloučení.

#### Sezona 2017
Na závodě Paříž-Roubaix dojel Adrien Petit na celkovém devátém místě.
Tým zaznamenal první vítězství na Tour de France, kde byl opět pozván na divokou kartu. Lilian Calmejan vyhrál osmou etapu z Dole do lyžařského střediska Station des Rousses. Tato sezona byla poslední pro Thomase Voecklera, který odešel do cyklistického důchodu. Sylvain Chavanel prodloužil s týmem smlouvu na další sezónu.

#### Sezona 2018
Tým ukončil spolupráci s BH bikes a přešel od 1. ledna 2018 na italská kola značky Wilier Triestina. Do týmu přestoupil z týmu Quick-Step Niki Terpstra, mistr klasik Paříž-Roubaix a Kolem Flander, etapových závodů Kolem Kataru, Kolem Valonska a Eneco Tour.
Na Tour Poitou-Charentes en Nouvelle Aquitaine dojel Sylvain Chavanel na druhém místě.
Tým byl pozván na divokou kartu na Tour de France. Sylvain Chavanel se účastnil své osmnácté Tour de France. V 2. etapě se vydal do úniku, byl dojet 10 km před cílem. V 15. etapě získal horskou prémii Lilian Calmejane, když vyjel na Col de Sié.
Vedení týmu usilovalo o vstup do kategorie WorldTour.

### 2019–2021 Total Direct Énergie

#### Sezóna 2019
Organizátoři Giro d'Italia 2019 nepozvali tým k účasti v závodě, místo tohoto týmu bude startovat tým Israel Cycling Academy.
V březnu 2019, vedení týmu oznamuje změnu sponzora, kdy společnost Total, nahradí Direct Energie. Součásti této změny je podání přihlášek do kategorie World Tour pro sezóny 2020–2022. Ke změně názvu došlo 11. dubna 2019, kdy byl tým oficiálně představen jako Team Total Direct Energy, byly představeny nové dresy. Tým se pod tímto novým názvem účastnil závodu Paris-Roubaix, kdy celkové 15. místo obsadil Adrien Petit.
Z Grand tour závodů se tým účastnil pouze Tour de France 2019, kde byl v úniku nejčastěji Lilian Calmejane, Paul Ourselin, Romain Sicard. V poslední 21. etapě dojel na 3. místě Niccolò Bonifazio. Nejlepším závodníkem týmu byl Rein Taaramäe.
Z 5 klasik se tým účastnil pouze: Milán – San Remo, Kolem Flander, Paříž – Roubaix, Lutych – Bastogne – Lutych. Giro di Lombardia se tým neúčastnil.
V sezóně 2019 se závodníci týmu zúčastnili 100 závodů, kde získali 28 pódiových umístění a 16 vítězství.
V říjnu bylo oznámeno, že Marlon Gaillard (Vendée U) přestoupil do Team Total Direct Energie. Tým byl označen jako nejlepší tým v rámci UCI Professional Continental Team. Bývalý profesionální závodník Perrig Quemeneur si doplnil vzdělání, aby se mohl v budoucnu trenérem nebo sportovním ředitelem. Niccolò Bonifazio prodloužil smlouvu do roku 2021.
Dne 5. prosince bylo oznámeno, že se tým nebude účastnit závodu Giro d'Italia 2020. Důvodem jsou omezené kapacity 24členného týmu.

#### Sezona 2020
V lednu byly prezentovány nové dresy. Do týmu přišli závodníci: Julien Simon (Cofidis), Lorrenzo Manzin (B&B Hotels–Vital Concept), Dries Van Gestel (Sport Vlaanderen–Baloise), Geoffrey Soupe (Cofidis), Leonardo Bonifazio (Sangemini–Trevigiani–MG.Kvis), Valentin Ferron, Jérémy Cabot, Florian Maitre a Marlon Gaillard. Z týmu odešli: Thomas Boudat (Arkéa–Samsic), Yohann Gène, Alexandre Pichot, Angelo Tulik, Perrig Quéméneur, Bryan Nauleau a Axel Journiaux.

## Soupiska týmu
K 1. lednu 2024
- Lucas Boniface (FRA) (* 24. října 2000)
- Thomas Bonnet (FRA) (* 13. září 1998)
- Mathieu Burgaudeau (FRA) (* 17. listopadu 1998)
- Steff Cras (BEL) (* 13. února 1996)
- Fabien Doubey (FRA) (* 21. října 1993)
- Sandy Dujardin (FRA) (* 29. května 1997)
- Valentin Ferron (FRA) (* 8. února 1998)
- Thomas Gachignard (FRA) (* 17. srpna 2000)
- Fabien Grellier (FRA) (* 31. října 1994)
- Emilien Jeannière (FRA) (* 26. září 1998)
- Jordan Jegat (FRA) (* 7. června 1999)
- Alan Jousseaume (FRA)  (* 3. srpna 1998)
- Pierre Latour (FRA) (* 12. října 1993)
- Lorrenzo Manzin (FRA) (* 26. července 1994)
- Paul Ourselin (FRA) (* 13. dubna 1994)
- Julien Simon (FRA) (* 4. října 1985)
- Geoffrey Soupe (FRA) (* 22. března 1988)
- Jason Tesson (FRA) (* 9. ledna 1998)
- Anthony Turgis (FRA) (* 16. května 1994)
- Baptiste Vadic (FRA) (* 15. dubna 2002)
- Dries Van Gestel (BEL) (* 30. září 1994)
- Mattéo Vercher (FRA) (* 26. ledna 2001)
- Alexis Vuillermoz (FRA) (* 1. června 1988)

## Sportovní licence
| rok             | licence                       |
| --------------- | ----------------------------- |
| 2000–2001       | Groupe Sportif II             |
| 2002–2004       | Groupe Sportif I              |
| 2005–2009       | ProTeam                       |
| 2010–2013       | Continental Professional Team |
| 2014            | ProTeam                       |
| 2015–2019       | Continental Professional Team |
| 2020–současnost | ProTeam                       |

## Dodavatelé silničních kol
| Rok             | Výrobce                 | Země      |
| --------------- | ----------------------- | --------- |
| 2000–2009       | TIME                    | Francie   |
| 2010–2015       | Colnago                 | Itálie    |
| 2016–2017       | BH (Beistegui Hermanos) | Španělsko |
| 2018–2021       | Wilier Triestina        | Itálie    |
| 2022-2023       | Specialized             | USA       |
| 2024–současnost | Enve                    |           |

## Vedení týmu

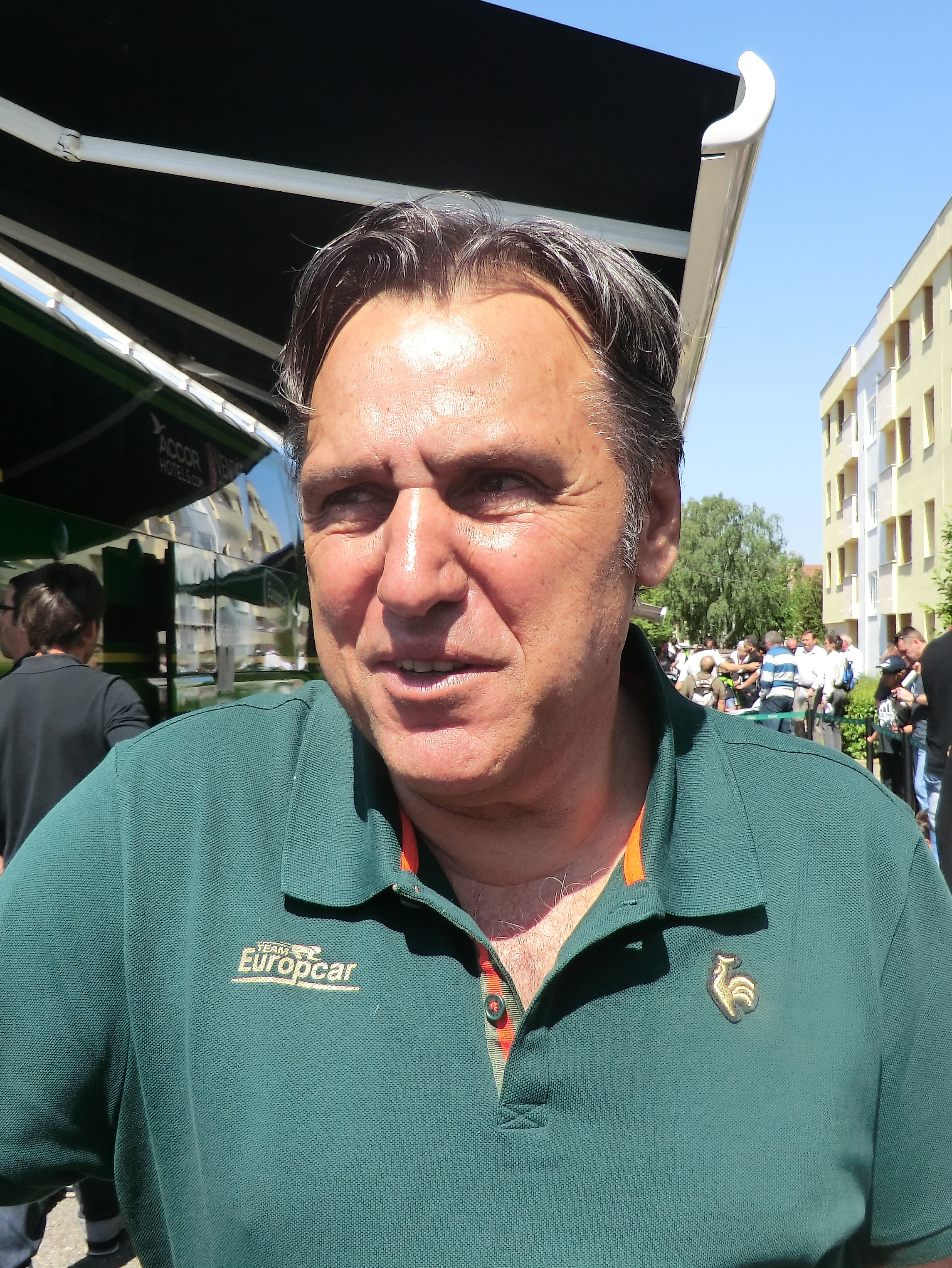
Jean-René Bernaudeau, týmový manažer, na Critérium du Dauphiné 2013.

Tým založil v 2000 Philippe Raimbaud a Jean-René Bernaudeau, oba byli také zakladatelé cyklistického týmu Vendée U a společnosti Vendée Cyclisme SA. Od odchodu Raimbauda v roce 2004, tým řídí Jean-Rene Bernaudeau sám. V témže roce z týmu odešli sportovní ředitelé Nicolas Guillé a Thierry Bricaud, za ně přišli Ismaël Mottier a Dominique Arnould, kteří byli s týmem až do roku 2013. Dalšími řediteli byli Philippe Mauduit a Christian Guiberteau, do června 2009. Od roku 2014 byl sportovním ředitelem také Lylian Lebreton.
Jako sportovní trenéři byli také bývalí závodníci: Christophe Faudot (2001, 2005), Didier Rous (2008, 2010), Andy Flickinger (2012) a Sébastien Joly (2013).

## Vendée U
Profesionální tým zůstává spojen s amatérským týmem Vendée U smlouvou, kterou podepsalo vedení departmentu Vendée. Smlouva stanoví, že profesionální tým může rekrutovat pouze ne-profesionálního jezdce, pokud byl součásti týmu Vendée U. Tím byl tým považován za „líheň" talentů pro profesionální tým. Mnoho členů z toho týmu se stalo členy profesionálního týmu, jako např. Sylvain Chavanel, Jerome Pineau nebo Anthony Geslin. V roce 2013 pocházelo 15 z 25 závodníku týmu Europcar z tréninkového týmu Vendée U, což představuje 60%. Oba týmy sídlí na zámku Saint-Michel v Essarts. 

## Tým a doping
- Během závodu Giro d'Italia 2001 byl pozitivně testován na látku triamcinolone acétonide člen týmu Noan Lelarge. Závodník byl Gira vyloučen, protože „šlo o nezodpovědné sportovní jednání". [183]
- Během závodu Vuelta a España 2005, byl ze závodu vyloučen vedením týmu závodník Unai Yus, protože měl v držení lék, který nebyl předepsaný týmovým lékařem.[184] Posléze byl z týmu zcela vyloučen. Ředitel týmu Jean-René Bernaudeau argumentoval tím, že tento lék obsahoval také růstové hormony, což Yus popíral.[185] Tato událost také ukončila Yusovo jednání o vstup do týmu Euskaltel-Euskadi.[186]
- V červenci 2007 se tým Bouygues Telecom, spolu s několika dalšími týmy, sdružil do Hnutí za důvěryhodnou cyklistiku (MPCC)[pozn. 6], které obhajovalo myšlenku čistého sportu tím, že usilovalo o dodržování etického kodexu UCI.[46]
- V roce 2012 se tým Europcar potýkal s pozitivními výsledky dopingových kontrol. Anthony Charteau, nejlepší vrchař na Tour de France 2010, byl zatčen několik dní po kontrole, která odhalila zvýšenou hladinu kortizolu. Dva dny před začátkem Tour de France 2012 deník L'Équipe napsal, že předběžné prošetřování možného použití zakázaných látek jezdci týmu, byl zahájen prokuraturou v Paříži měsíc po skončení Tour de France 2011.[109][187] Týmový lékař a manažer týmu Jean-René Bernaudeau tyto obvinění odmítli, a zaručili se, že tým Europcar[188] neudělal žádnou chybu. Vzhledem k neexistenci prokázaných skutečností bylo šetření ukončeno v květnu 2013.[189]

- V červnu 2013 byli obviněni Pierre Rolland a tým Europcar: v souladu s pravidly Critérium du Dauphiné, kdy závodník odstartoval 8. etapu navzdory výsledkům testu, který odhalil nízkou hladinu kortizolu[190], což je v rozporu s pravidly MPCC. Došlo k vyloučení týmu Europcar, jako preventivního opatření. Pierre Rolland, který nebyl pozitivně testován, nepodléhal vyloučení.

- V roce 2019 se rozhodla UCI zařadit na seznam zakázaných látek lék Tramadol. První testování proběhlo na začátku března, během závodu Paříž–Nice. Dne 11. března byli pozitivně testování závodníci: Dylan Groenewegen (LottoNL–Jumbo), Romain Bardet (AG2R La Mondiale), Sergio Henao (SAE Team Emirates), Amael Moinard (Arkea-Samsic), Anthony Turgis (Direct Energie) a Cyril Gauthier (Vital Concept B&B Hotels).[191]

## Statistiky

### Pořadí UCI
V letech 2000 a 2001 se tým Bonjour řadí mezi sportovní skupiny II. (GSII), tedy profesionální cyklistické týmy v druhé kategorii. Od roku 2002 do roku 2004 patřil tým do sportovní skupiny I (GSI).
| Sezona | Pořadí týmu | Nejlepší závodník v individuálním pořadí |
| ------ | ----------- | ---------------------------------------- |
| 2000   | 5. (GSII)   | Didier Rous (FRA) (106.)                 |
| 2001   | 4. (GSII)   | Didier Rous (FRA) (27.)                  |
| 2002   | 27.         | Sylvain Chavanel (FRA) (83.)             |
| 2003   | 19.         | Sylvain Chavanel (FRA) (36.)             |
| 2004   | 16.         | Jérôme Pineau (FRA) (35.)                |

V roce 2005 byl tým Bouygues Telecom součásti UCI Pro Tour. Níže uvedená tabulka informuje o pořadí týmu, a umístění nejlepšího jednotlivce.
| Sezona | Pořadí týmu | Nejlepší závodník v individuálním pořadí |
| ------ | ----------- | ---------------------------------------- |
| 2005   | 17.         | Anthony Geslin (FRA) (62.)               |
| 2006   | 19.         | Xavier Florencio (ESP) (58.)             |
| 2007   | 16.         | Thomas Voeckler (FRA) (52.)              |
| 2008   | 15.         | Pierrick Fédrigo (FRA) (15.)             |

V roce 2009 bylo hodnocení ProTour nahrazeno světovým žebříčkem UCI. 
| Sezona | Pořadí týmu | Nejlepší závodník v individuálním pořadí |
| ------ | ----------- | ---------------------------------------- |
| 2009   | 19.         | Pierrick Fédrigo (FRA) (51.)             |
| 2010   | 19.         | Thomas Voeckler (FRA) (41.)              |

Od roku 2010 do roku 2013 tým nebyl v kvalifikaci UCI Pro Tour. Účastnil se kontinentálních závodů. Níže uvedená tabulka informuje o pořadí týmu, a umístění nejlepšího jednotlivce.

### UCI Africa Tour
| Sezona | Pořadí týmu | Nejlepší závodník v individuálním pořadí |
| ------ | ----------- | ---------------------------------------- |
| 2010   | 2.          | Anthony Charteau (FRA) (6.)              |
| 2011   | 2.          | Anthony Charteau (FRA) (8.)              |
| 2012   | 3.          | Anthony Charteau (FRA) (11.)             |
| 2013   | 3.          | Yohann Gène (FRA) (8.)                   |
| 2015   | 5.          | Dan Craven (NAM) (35.)                   |
| 2016   | 5.          | Adrien Petit (FRA) (12.)                 |
| 2017   | 5.          | Yohann Gène (FRA) (12.)                  |
| 2018   | 8.          | Damien Gaudin (FRA) (34.)                |

### UCI America Tour
| Sezona | Pořadí týmu | Nejlepší závodník v individuálním pořadí |
| ------ | ----------- | ---------------------------------------- |
| 2011   | 41.         | David Veilleux (CAN) (382.)              |
| 2015   | 45.         | Yukiya Arashiro (JPN) (273.)             |
| 2016   | 34.         | Antoine Duchesne (CAN) (173.)            |
| 2017   | 48.         | Ryan Anderson (CAN) (354.)               |

### UCI Asia Tour
| Sezona | Pořadí týmu | Nejlepší závodník v individuálním pořadí |
| ------ | ----------- | ---------------------------------------- |
| 2010   | 56.         | Johann Tschopp (SUI) (227.)              |
| 2011   | 14.         | Yukiya Arashiro (JPN) (7.)               |
| 2012   | 41.         | Matteo Pelucchi (ITA) (139.)             |
| 2013   | 23.         | Yukiya Arashiro (JPN) (29.)              |
| 2015   | 42.         | Yukiya Arashiro (JPN) (67.)              |
| 2018   | 101.        | Rein Taaramäe (EST) (498.)               |

### UCI Europe Tour
| Sezona | Pořadí týmu | Nejlepší závodník v individuálním pořadí |
| ------ | ----------- | ---------------------------------------- |
| 2010   | 12.         | Pierrick Fédrigo (FRA) (12.)             |
| 2011   | 8.          | Thomas Voeckler (FRA) (5.)               |
| 2012   | 8.          | Thomas Voeckler (FRA) (17.)              |
| 2013   | 1.          | Bryan Coquard (FRA) (2.)                 |
| 2015   | 12.         | Bryan Coquard (FRA) (8.)                 |
| 2016   | 2.          | Bryan Coquard (FRA) (4.)                 |
| 2017   | 6.          | Lilian Calmejane (FRA) (12.)             |
| 2018   | 4.          | Lilian Calmejane (FRA) (17.)             |

### UCI Oceania Tour
| Sezona | Pořadí týmu | Nejlepší závodník v individuálním pořadí |
| ------ | ----------- | ---------------------------------------- |
| 2010   | 5.          | Yukiya Arashiro (JPN) (6.)               |

V roce 2014 se tým Europcar připojil k UCI World Tour.
| Sezona | Pořadí týmu | Nejlepší závodník v individuálním pořadí |
| ------ | ----------- | ---------------------------------------- |
| 2014   | 18.         | Pierre Rolland (FRA) (36.)               |